# Aleksandrowo (obwód grodzieński)
Aleksandrowo (biał. Александрова, Aleksandrowa; ros. Александрово, Aleksandrowo) – wieś na Białorusi, położona w obwodzie grodzieńskim w rejonie grodzieńskim w sielsowiecie obuchowskim na prawym brzegu Niemna.
10 maja 2007 do wsi włączono zlikwidowany chutor Marianówka.

## Historia
Pierwszy zapis pochodzi z 1558, gdy Aleksandrowo należało do ekonomii grodzieńskiej. Od XVI do XIX wieku wielu mieszkańców wsi było flisakami, którzy spławiali tratwy do Prus. Dawniej w województwie trockim Rzeczypospolitej Obojga Narodów. W czasach zaborów w granicach Imperium Rosyjskiego, w guberni grodzieńskiej. W latach 1921–1939 wieś leżała w Polsce, w województwie białostockim, w powiecie grodzieńskim, w gminie Wołpa.
Według Powszechnego Spisu Ludności z 1921 roku zamieszkiwało tu 39 osób, wszystkie były wyznania prawosławnego i zadeklarowały polską przynależność narodową. Było tu 6 budynków mieszkalnych.
Podlegała pod Sąd Grodzki w Druskiennikach i Okręgowy w Grodnie; właściwy urząd pocztowy mieścił się w Żydomli.
W wyniku napaści ZSRR na Polskę we wrześniu 1939 miejscowość znalazła się pod okupacją sowiecką. 2 listopada została włączona do Białoruskiej SRR. 4 grudnia 1939 włączona do nowo utworzonego obwodu białostockiego. Od czerwca 1941 roku pod okupacją niemiecką. 22 lipca 1941 r. włączona w skład okręgu białostockiego III Rzeszy. W 1944 miejscowość została ponownie zajęta przez wojska sowieckie i włączona do obwodu grodzieńskiego Białoruskiej SRR.
Od 1991 wchodzi w skład Białorusi.